# Jang Pyŏng Gyu
Jang Pyŏng Gyu, również Jang Pyong Gyu (kor. 장병규, ur. ?) – północnokoreański polityk. Ze względu na przynależność do najważniejszych gremiów politycznych Korei Północnej, uznawany za członka elity władzy KRLD. 

## Kariera
Niewiele wiadomo na temat kariery urzędniczej i politycznej Jang Pyŏng Gyu między początkiem lat 60. XX wieku a 2010 rokiem. Wiadomo, że w 1962 roku objął kierownicze stanowisko w stołecznym Komitecie Ludowym, lokalnym parlamencie. Rok później został przewodniczącym Komitetu Budowy Pjongjangu (kor. 평양지구 건설위원회).
Od kwietnia 2010 Prokurator Generalny KRLD (poprzednik: Ri Kil Song). Funkcję tę pełni do dziś. Na mocy postanowień 3. Konferencji Partii Pracy Korei 28 września 2010 roku po raz pierwszy został członkiem Komitetu Centralnego Partii Pracy Korei.
Deputowany Najwyższego Zgromadzenia Ludowego KRLD, parlamentu KRLD XII kadencji. Mandat objął w kwietniu 2010 roku po jednym ze zmarłych parlamentarzystów. Zasiada w Komisji Legislacyjnej NZL, której przewodniczy (poprzednik: Ju Sang Sŏng). 
Po śmierci Kim Dzong Ila w grudniu 2011 roku, Jang Pyŏng Gyu znalazł się na wysokim, 44. miejscu w 233-osobowym Komitecie Żałobnym. Świadczyło to o formalnej i faktycznej przynależności Jang Pyŏng Gyu do grona kierownictwa politycznego Koreańskiej Republiki Ludowo-Demokratycznej. Według specjalistów, miejsca na listach tego typu określały rangę polityka w hierarchii aparatu władzy.

## Odznaczenia
Kawaler Orderu Kim Dzong Ila (luty 2012).